# Champdieu
Champdieu és un municipi francès situat al departament del Loira i a la regió d'Alvèrnia-Roine-Alps. L'any 2007 tenia 1.627 habitants.

## Demografia

### Població
El 2007 la població de fet de Champdieu era de 1.627 persones. Hi havia 640 famílies de les quals 152 eren unipersonals (68 homes vivint sols i 84 dones vivint soles), 240 parelles sense fills, 224 parelles amb fills i 24 famílies monoparentals amb fills.
La població ha evolucionat segons el següent gràfic:
Habitants censats

### Habitatges
El 2007 hi havia 730 habitatges, 649 eren l'habitatge principal de la família, 43 eren segones residències i 38 estaven desocupats. 653 eren cases i 76 eren apartaments. Dels 649 habitatges principals, 491 estaven ocupats pels seus propietaris, 149 estaven llogats i ocupats pels llogaters i 9 estaven cedits a títol gratuït; 4 tenien una cambra, 23 en tenien dues, 89 en tenien tres, 210 en tenien quatre i 323 en tenien cinc o més. 487 habitatges disposaven pel capbaix d'una plaça de pàrquing. A 232 habitatges hi havia un automòbil i a 363 n'hi havia dos o més.

### Piràmide de població
La piràmide de població per edats i sexe el 2009 era:
| Homes | Edats   | Dones |
| ----- | ------- | ----- |
| 0     | 95 o +  | 0     |
| 0     | 90 a 94 | 0     |
| 8     | 85 a 89 | 20    |
| 8     | 80 a 84 | 8     |
| 12    | 75 a 79 | 40    |
| 36    | 70 a 74 | 28    |
| 48    | 65 a 69 | 40    |
| 52    | 60 a 64 | 68    |
| 44    | 55 a 59 | 48    |
| 64    | 50 a 54 | 84    |
| 20    | 45 a 49 | 48    |
| 36    | 40 a 44 | 36    |
| 44    | 35 a 39 | 56    |
| 68    | 30 a 34 | 40    |
| 48    | 25 a 29 | 60    |
| 32    | 20 a 24 | 28    |
| 52    | 15 a 19 | 48    |
| 48    | 10 a 14 | 28    |
| 44    | 5 a 9   | 32    |
| 36    | 0 a 4   | 48    |

## Economia
El 2007 la població en edat de treballar era de 1.060 persones, 770 eren actives i 290 eren inactives. De les 770 persones actives 730 estaven ocupades (392 homes i 338 dones) i 40 estaven aturades (13 homes i 27 dones). De les 290 persones inactives 114 estaven jubilades, 93 estaven estudiant i 83 estaven classificades com a «altres inactius».

### Ingressos
El 2009 a Champdieu hi havia 672 unitats fiscals que integraven 1.645,5 persones, la mediana anual d'ingressos fiscals per persona era de 18.925 €.

### Activitats econòmiques
Dels 84 establiments que hi havia el 2007, 2 eren d'empreses extractives, 1 d'una empresa alimentària, 1 d'una empresa de fabricació d'elements pel transport, 9 d'empreses de fabricació d'altres productes industrials, 20 d'empreses de construcció, 15 d'empreses de comerç i reparació d'automòbils, 4 d'empreses de transport, 5 d'empreses d'hostatgeria i restauració, 1 d'una empresa financera, 2 d'empreses immobiliàries, 7 d'empreses de serveis, 10 d'entitats de l'administració pública i 7 d'empreses classificades com a «altres activitats de serveis».
Dels 28 establiments de servei als particulars que hi havia el 2009, 1 era una oficina de correu, 4 tallers de reparació d'automòbils i de material agrícola, 4 paletes, 7 fusteries, 3 lampisteries, 1 electricista, 2 perruqueries, 3 restaurants, 1 agència immobiliària i 2 salons de bellesa.
Dels 2 establiments comercials que hi havia el 2009, 1 era una botiga de menys de 120 m² i 1 una fleca.
L'any 2000 a Champdieu hi havia 33 explotacions agrícoles que ocupaven un total de 567 hectàrees.

## Equipaments sanitaris i escolars
L'únic equipament sanitari que hi havia el 2009 era una farmàcia.
El 2009 hi havia 1 escola maternal i 1 escola elemental.

## Poblacions més properes
El següent diagrama mostra les poblacions més properes.